# Karen Jansen
Karen Jansen (* 16. Februar 1971) ist eine deutsche Schauspielerin.

## Leben
Karen Jansen wurde als Tochter eines Holländers und einer Deutschen geboren. Hauptsächlich spielte sie an der Seite Jürgen von Mangers. Bekannt wurde Karen Jansen durch die ZDF-Sendung Tegtmeier klärt auf, in der sie die Enkeltochter von Adolf Tegtmeier (Roswitha Tegtmeier) spielte. Nach vielen Jahren als Kinderstar und Kindermodell kehrte Karen Jansen der Schauspielerei den Rücken und arbeitet heute als Grafikerin in Holland.

### Filmografie (Auswahl)
- 1978: Bahnstation Krelling
- 1981–1983: Tegtmeier klärt auf
- 1983: Wunderland (Fernsehsendung)[1]